# Zwart wit
Zwart wit is een nummer geschreven door Frank Boeijen uit 1984 en werd in januari dat jaar op single uitgebracht.

## Nummer
Boeijen schreef het nummer na het neersteken van Kerwin Duinmeijer en de nasleep daarvan, met name het weigeren door een taxichauffeur om hem naar een ziekenhuis te brengen. De reden van de weigering is terug te vinden in het lied: geen bloed op de achterbank. De moord kreeg in algemene zin een racistisch motief toegeschreven. De misdaad greep Boeijen zo zeer aan, dat hij er een nummer over wilde schrijven, maar wist eerst niet hoe. Ook had hij twijfels of iemand (en met name Kerwins familie) wel op een popnummer zat te wachten. De familie gaf echter toestemming en Boeijen kreeg de melodie snel op papier. De verzorging van de tekst leverde meer problemen op. De liedjesschrijver koos onder inspiratie van Bob Dylans The lonesome death of Hattie Carroll (moord door een rijke man op een Afro-Amerikaan) voor een verhalende tekst. Eenmaal op papier vereenvoudigde Boeijen de tekst onder voorbeeld van Bram Vermeulen steeds verder. 
Boeijen nam het mee naar de Soundpush Studio in Blaricum, waar de bandleden hun inbreng lieten gelden. Boeijen (zang), Wil Theunissen (gitaar), Peter van Benthem (gitaar), Jos Haagmans (toetseninstrumenten, achtergrondzang), Maarten Peters (achtergrondzang), Nels Busch (basgitaar) en Henk Wanders (drumstel) waren dertig dagen bezig met de opnamen van de elpee. Ook geluidstechnicus Robin Freeman liet zijn invloed gelden. Oorspronkelijk geschreven als ballade, werd het een up-temponummer. Zwart wit zal als nummer verschijnen op de elpee Kontakt.
Die elpee had een nummer nodig ter promotie. De band had er echter zoveel aan gesleuteld dat Frank Boeijen twijfelde of dit nummer wel geschikt zou zijn om als single uit te brengen.

## Single
In januari 1984 werd het dan toch uitgegeven als single, samen met de B-kant Kamer voor twee. De twijfels van de band werden in een keer weggeblazen. Veel airplay op Hilversum 3 en de bijbehorende videoclip (kosten 30.000 gulden) stuwden de verkoop op, mede doordat door de moord gesprekken over racisme (en maatregelen daarop) in de mode zijn. De band ging een drukke tijd tegemoet en Boeijen wordt overal ingeschakeld om uitleg te geven. 
De plaat werd hierdoor in Nederland een gigantische hit in de destijds drie landelijke hitlijsten op de nationale publieke popzender Hilversum 3 en bereikte de 4e positie in de Nederlandse Top 40, de 3e positie in de Nationale Hitparade en de 6e positie in de TROS Top 50. In de Europese hitlijst op Hilversum 3, de TROS Europarade, werd géén notering behaald. 
In België bereikte de plaat slechts de 28e positie in de voorloper van de Vlaamse Ultratop 50. De Vlaamse Radio 2 Top 30 en de Waalse hitlijst werden niet bereikt. Er zouden circa 70.000 exemplaren (een schatting) van verkocht worden.

## Nasleep
Sinds de allereerste editie in december 1999, staat de plaat genoteerd in de jaarlijkse NPO Radio 2 Top 2000 van de Nederlandse publieke radiozender NPO Radio 2.
In 2008 zong Frank Boeijen het nummer in het Arabisch op de Dam in Amsterdam in het kader van de Internationale VN-dag tegen racisme. Dat deed hij samen met de Tunesische zangeres Oulfa Rouached en de Marokkaanse band Kasba. 
Het nummer wordt jaarlijks opgevoerd in het paasspektakel The Passion, dat op Witte Donderdag rechtstreeks op NPO 1 wordt uitgezonden.

## Mondegreen
Delen van de tekst van Zwart wit zijn vaak door luisteraars verkeerd verstaan en het tijdschrift Onze Taal noemde het liedje in 2005 "duidelijk een topper onder de Nederlandstalige mondegreens".

## Hitnoteringen

### Nederlandse Top 40
| Zwart wit in de Nederlandse Top 40 binnen: 28 januari 1984 | Zwart wit in de Nederlandse Top 40 binnen: 28 januari 1984 | Zwart wit in de Nederlandse Top 40 binnen: 28 januari 1984 | Zwart wit in de Nederlandse Top 40 binnen: 28 januari 1984 | Zwart wit in de Nederlandse Top 40 binnen: 28 januari 1984 | Zwart wit in de Nederlandse Top 40 binnen: 28 januari 1984 | Zwart wit in de Nederlandse Top 40 binnen: 28 januari 1984 | Zwart wit in de Nederlandse Top 40 binnen: 28 januari 1984 | Zwart wit in de Nederlandse Top 40 binnen: 28 januari 1984 |
| Week:                                                      | 1                                                          | 2                                                          | 3                                                          | 4                                                          | 5                                                          | 6                                                          | 7                                                          |                                                            |
| ---------------------------------------------------------- | ---------------------------------------------------------- | ---------------------------------------------------------- | ---------------------------------------------------------- | ---------------------------------------------------------- | ---------------------------------------------------------- | ---------------------------------------------------------- | ---------------------------------------------------------- | ---------------------------------------------------------- |
| Positie:                                                   | 20                                                         | 11                                                         | 5                                                          | 4                                                          | 4                                                          | 15                                                         | 37                                                         | uit                                                        |

### Nationale Hitparade
| Hitnotering: 18-1-1984 t/m 16-3-1984 | Hitnotering: 18-1-1984 t/m 16-3-1984 | Hitnotering: 18-1-1984 t/m 16-3-1984 | Hitnotering: 18-1-1984 t/m 16-3-1984 | Hitnotering: 18-1-1984 t/m 16-3-1984 | Hitnotering: 18-1-1984 t/m 16-3-1984 | Hitnotering: 18-1-1984 t/m 16-3-1984 | Hitnotering: 18-1-1984 t/m 16-3-1984 | Hitnotering: 18-1-1984 t/m 16-3-1984 |
| Week:                                | 1                                    | 2                                    | 3                                    | 4                                    | 5                                    | 6                                    | 7                                    |                                      |
| ------------------------------------ | ------------------------------------ | ------------------------------------ | ------------------------------------ | ------------------------------------ | ------------------------------------ | ------------------------------------ | ------------------------------------ | ------------------------------------ |
| Positie:                             | 32                                   | 9                                    | 3                                    | 4                                    | 7                                    | 14                                   | 40                                   | uit                                  |

### TROS Top 50
Hitnotering: 19-01-1984 t/m 08-03-1984. Hoogste notering: #6 (2 weken).

### NPO Radio 2 Top 2000
| Nummer met noteringen in de NPO Radio 2 Top 2000 | '99 | '00 | '01 | '02 | '03 | '04 | '05 | '06 | '07  | '08 | '09 | '10  | '11  | '12  | '13  | '14  | '15 | '16 | '17  | '18 | '19 | '20 | '21 | '22 | '23 | '24 |
| ------------------------------------------------ | --- | --- | --- | --- | --- | --- | --- | --- | ---- | --- | --- | ---- | ---- | ---- | ---- | ---- | --- | --- | ---- | --- | --- | --- | --- | --- | --- | --- |
| Zwart wit                                        | 467 | 602 | 744 | 907 | 848 | 712 | 952 | 949 | 1055 | 886 | 995 | 1227 | 1150 | 1191 | 1025 | 1000 | 856 | 979 | 1069 | 881 | 692 | 659 | 753 | 841 | 752 | 789 |

1. ↑  Een vetgedrukt getal geeft de hoogste notering aan.